# Bill France Sr.
Bill France Sr., all'anagrafe William Henry Getty France Sr. (Washington, 26 settembre 1909 – Ormond Beach, 7 giugno 1992), è stato un pilota automobilistico e dirigente sportivo statunitense, cofondatore della NASCAR.

## Biografia
Era il secondogenito di Emma Graham, immigrata irlandese, e William Henry France. Aveva un fratello maggiore di nome James, morto a soli undici anni.
Quando faceva il meccanico si trasferì da Washington a Daytona Beach nel 1935 per sfuggire alla Grande depressione. La città dove si trasferisce era la patria delle corse automobilistiche e infatti France esordisce nel 1936 nella Daytona Beach Road Course finendo terzo. Fra il 1938 e l'inizio della Seconda guerra mondiale organizza qualche corsa.
France ebbe l'intuito di capire che le corse di Stock car avrebbero avuto grande successo fra la gente. I piloti erano spesso vittime di promotori senza scrupolo che scappavano con i soldi prima di retribuire gli atleti. Nel 1947 decise che le corse non sarebbero cresciute senza un organo patrocinatore, regole standard, calendario regolare e un campionato. Il 14 dicembre 1947 France iniziò a parlare con altri influenti piloti e promoters a Daytona Beach. Da questi colloqui nacque la NASCAR il 21 febbraio 1948.
Il sistema di punteggio fu scritto su un tovagliolo di carta. I piani originali prevedevano tre distinte categorie: Modified, Roadster e Strictly Stock. Modified e Roadster erano viste come le più attraenti per i fan. Ne risultò però che i fan della NASCAR non erano interessati ai Roadsters. La divisione Strictly Stock fu messa in attesa perché i produttori di auto erano incapaci di produrre sufficienti berline abbastanza rapidamente da sostenere la domanda seguita alla seconda guerra mondiale. Nel 1948 il programma prevedeva come protagonisti 52 auto Modified, specialisti del dirt track racing. L'organo patrocinatore tenne il suo primo incontro sportivo a Daytona Beach. Red Byron batté Marshall Teague e successivamente vinse il campionato. Le cose cambiarono nettamente nel 1949 e la divisione Strictly Stock debuttò con un'esibizione a Miami.
Negli anni successivi sviluppò la NASCAR in qualità di presidente e amministratore delegato, fino a farla diventare uno degli eventi sportivi più importanti degli USA. Inaugurò l'International Motorsports Hall of Fame, che lo incluse nella prima classe, nel 1990.